# 蓬加海
蓬加海（Punga Mare）是土衛六北極的一個湖泊，位置十分接近北極點；主要成分是液态甲烷和乙烷，它是土衛六目前已發現的湖泊中第三大的。
於2007年時由卡西尼號以雷達探測的方式發現，可測量的直徑大約是380公里，大小和維多利亞湖差不多。

## 参見
1. ↑  . Gazetteer of Planetary Nomenclature. USGS Astrogeology Science Center.   [2012-03-16]. （原始内容存档于2017-09-09）.

## 外部連結
- Map of the liquid bodies in the north polar region of Titan （页面存档备份，存于）